# Profilo di Sérsic
Il profilo di Sérsic (a volte indicato anche come modello di Sérsic o legge di Sérsic) è una funzione matematica che descrive il variare della radianza, {\displaystyle I}, di una galassia in funzione della distanza, {\displaystyle R}, dal suo centro. La legge, che di fatto è una generalizzazione della legge di de Vaucouleurs, è stata pubblicata per la prima volta nel 1963 da José Luis Sérsic.

## Definizione

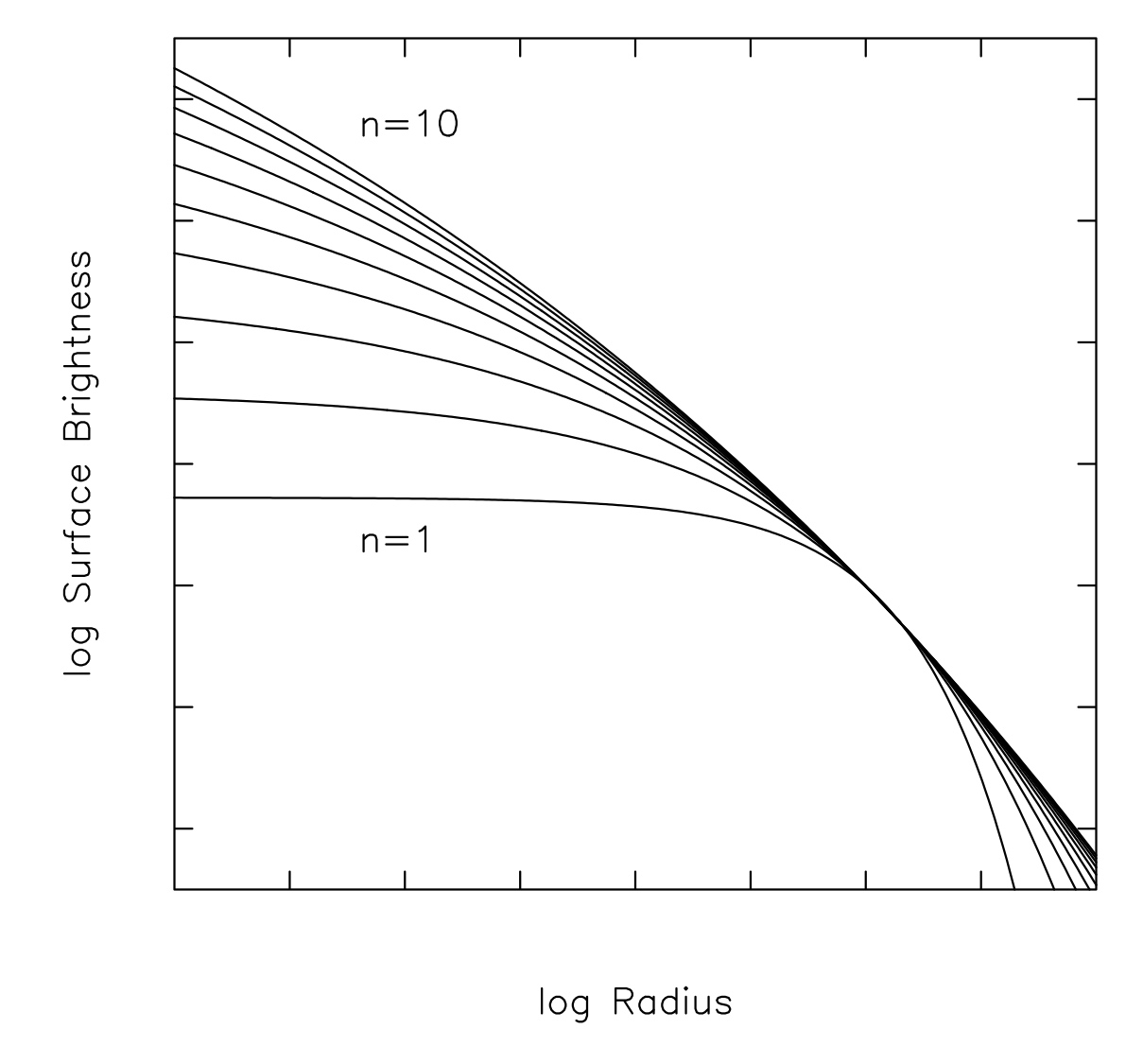
I vari profili della funzione del modello di Sérsic disegnati per diversi indici,.

Il profilo di Sérsic ha la seguente forma:
{\displaystyle \ln \ I(R)=\ln \ I_{0}-kR^{1/n}}
dove {\displaystyle I_{0}} è la radianza al centro della galassia, ossia per {\displaystyle R=0}. 
Il parametro {\displaystyle n}, chiamato "indice di Sérsic", controlla il grado di curvatura della funzione. Più piccolo è il valore di {\displaystyle n}, meno concentrato centralmente è il profilo della galassia risultante e meno/più ripida è la pendenza logaritmica a piccole/grandi distanze: 
{\displaystyle {\frac {\mathrm {d} \ln I}{\mathrm {d} \ln R}}=-(k/n)\ R^{1/n}}

## Applicazioni

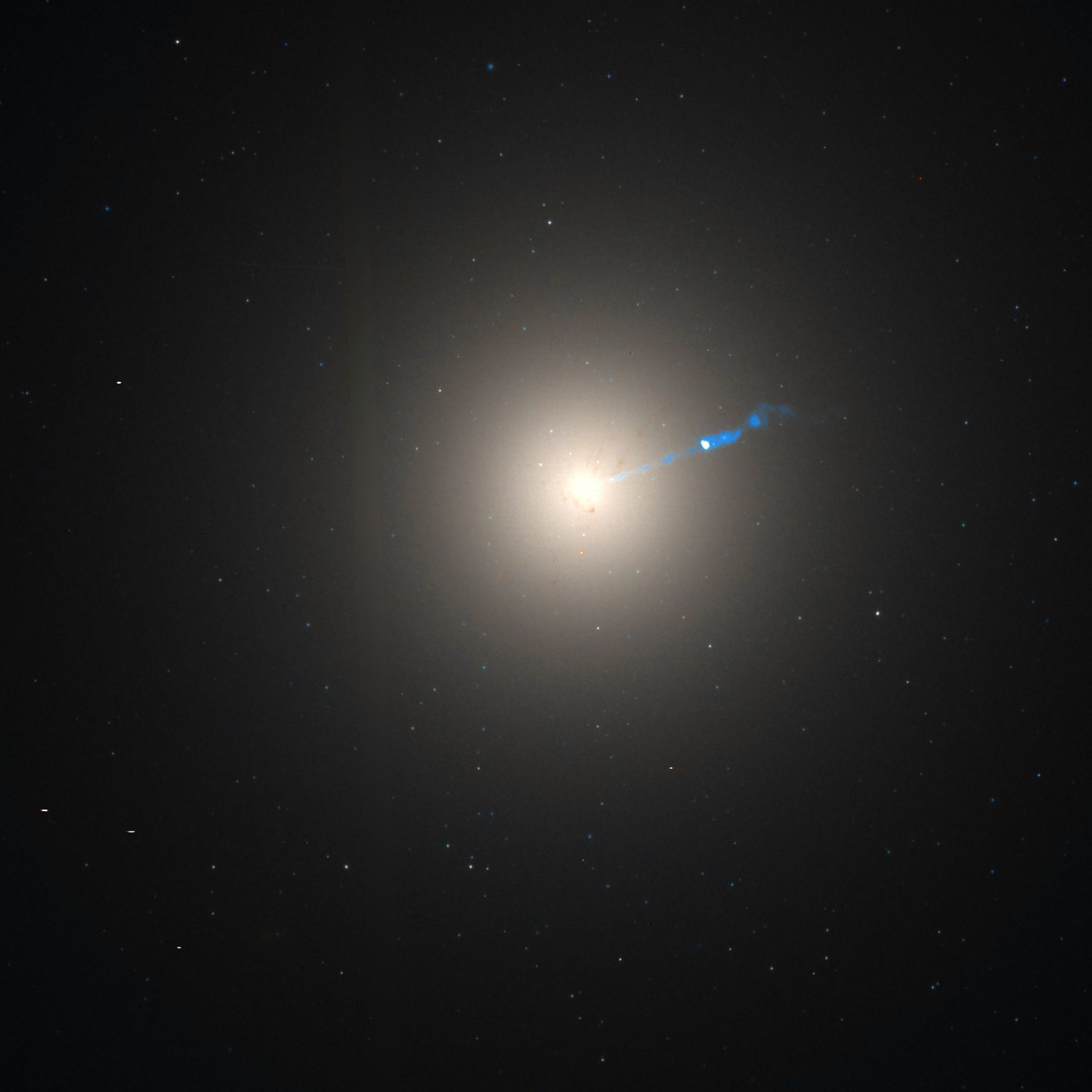
Galassie ellittiche massive hanno un elevato indice di Sérsic e un elevato grado di concentrazione centrale. La galassia M87, nella fotografia, ha un indice di Sérsic all'incirca pari a 4.

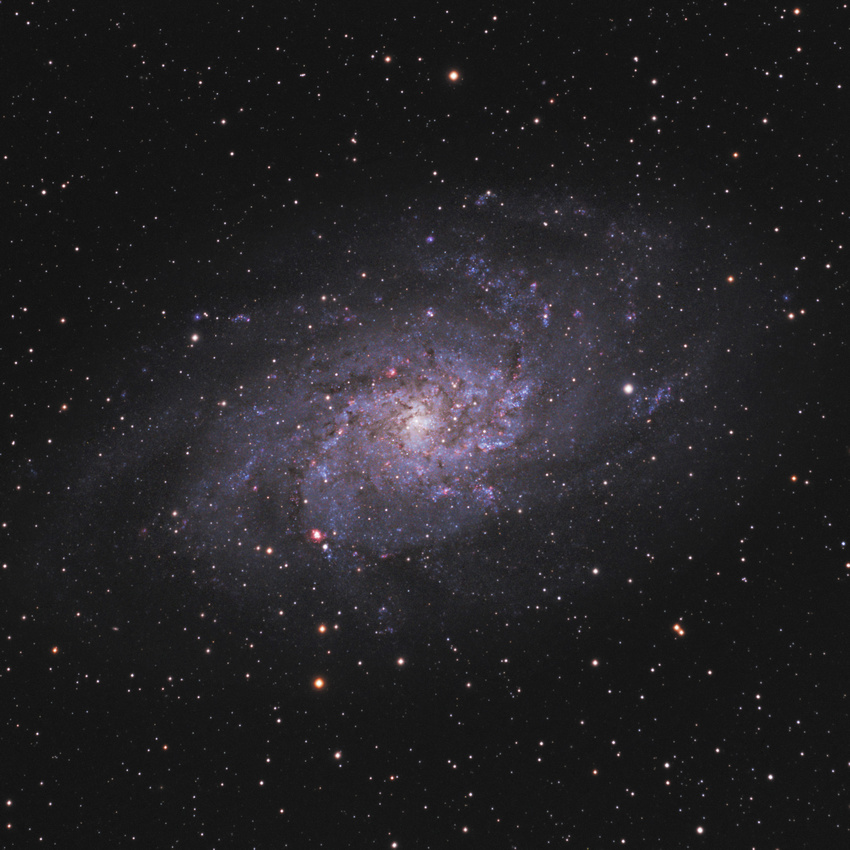
Dischi di galassie a spirale, come la Galassia del Triangolo, hanno un basso indice di Sérsic e un basso grado di concentrazione centrale.

L'andamento della radianza della maggior parte delle galassie in funzione della distanza dal centro di esse può essere descritto da una funzione di Sérsic con un indice compreso tra 0,5 e 10. Generalmente il valore di n è correlato a quello della dimensione e della luminosità della galassia da descrivere, cosicché più una galassia è grande e luminosa, più è grande il valore dell'indice n che meglio descrive il sopraccitato andamento della sua radianza.
Inserendo il valore n = 4 si ottiene il seguente profilo di de Vaucouleurs:
{\displaystyle I(R)\propto e^{-kR^{1/4}}}
che è una buona approssimazione per quanto riguarda le galassie ellittiche giganti.
Inserendo invece il valore n = 1 si ottiene un profilo esponenziale:
{\displaystyle I(R)\propto e^{-kR}}
che è una buona approssimazione per quanto riguarda i dischi delle galassie a spirale e le galassie ellittiche nane.
Mettendo in grafico i due esempi sopra riportati si può notare come il profilo con n = 4 abbia più luce a grandi raggi ma abbia anche un picco più pronunciato rispetto all'esponenziale per {\displaystyle R=0}. 
La correlazione tra l'indice di Sérsic di una galassia e la sua morfologia è stata talvolta utilizzata in schemi automatici per la classificazione delle galassie lontane utilizzando il metodo della sequenza di Hubble. Oltre alla suddetta correlazione è stato inoltre mostrato come il valore degli indici di Sérsic sia legato anche alla massa dei buchi neri supermassicci presenti al centro delle galassie.
I profili Sérsic forniscono inoltre una delle migliori descrizione degli aloni oscuri, ossia ipotetiche porzioni esterne di aloni galattici contenenti grandi quantità di materia oscura, poiché gli indici di Sérsic si correlerebbero proprio con la massa di tali aloni.

## Generalizzazioni del profilo di Sérsic
Le galassie ellittiche più brillanti hanno spesso nuclei con densità relativamente bassa la cui descrizione non risulta abbastanza precisa utilizzando la legge di Sérsic. Per tale motivo, per la descrizione di tali galassie, A. Graham e altri e I. Trujillo e altri hanno proposto, in due articoli pubblicati rispettivamente nel 2003 e nel 2004, una famiglia di modelli chiamati "core-Sérsic", il cui concetto è stato poi ulteriormente sviluppato dallo stesso Graham e da B. Terzić in un articolo del 2005, che introducono una serie di parametri atti a descrivere il raggio e la densità del nucleo galattico.
In alcuni casi le galassie ellittiche nane hanno un nucleo puntiforme anch'esso non molto ben descritto dalla legge di Sérsic. Per questo motivo, in questi casi viene aggiunto al modello di Sérsic una componente centrale rappresentante il nucleo.
Il profilo di Einasto, una funzione che descrive come la densità di un sistema stellare sferico vari con la distanza dal centro di esso, è matematicamente identico al profilo di Sérsic, tranne che per il fatto che {\displaystyle I} è sostituita da {\displaystyle \rho }, la densità spaziale, e {\displaystyle R} è sostituita da {\displaystyle r}, la reale (e non proiettata) distanza dal centro.